# Claudia Jennings
Claudia Jennings (* 20. Dezember 1949 als Mary Eileen Chesterton in Saint Paul, Minnesota; † 3. Oktober 1979 in Malibu, Kalifornien) war ein US-amerikanisches Model und Schauspielerin. Im November 1969 war sie Playmate des Monats und 1970 Playmate des Jahres, wobei ihre Fotos Pompeo Posar schoss.

## Leben
Sie spielte in Filmen wie The Love Machine (1971), Sisters of Death (1972), Der Mann, der vom Himmel fiel (1976), Giganten mit stählernen Fäusten (1978) und Fast Company (1979) mit. Ferner hatte sie Auftritte unter anderem in den Fernsehserien Drei Mädchen und drei Jungen (1973), FBI (1974), Cannon (1974), Die Straßen von San Francisco (1976) und 240-Robert (1979).
Sie starb am 3. Oktober 1979 bei einem Autounfall.

## Filmografie (Auswahl)
- 1971: Die Liebesmaschine (The Love Machine)
- 1971: Der Chef (Ironside) (TV-Serie, eine Folge)
- 1972: The Stepmother
- 1972: Rollerfieber (The Unholy Rollers)
- 1972: Group Marriage
- 1973: The Single Girls
- 1973: Barnaby Jones (TV-Serie, eine Folge)
- 1973: Vierzig Karat (40 Carats)
- 1974: Hetzjagd im Sumpf (’Gator Bait)
- 1974: Truck Stop Women
- 1976: Die Straßen von San Francisco (The Streets of San Francisco) (TV-Serie, eine Folge)
- 1976: Der Mann, der vom Himmel fiel (The Man Who Fell to Earth)
- 1976: Death Time
- 1976: The Great Texas Dynamite Chase
- 1977: Bloody Whiskey (Moonshine County Express)
- 1978: Giganten mit stählernen Fäusten (Deathsport)
- 1979: 10.000 PS – Vollgasrausch im Grenzbereich (Fast Company)